# Frank Perry
Frank Perry (* 21. August 1930 in New York, USA; † 29. August 1995, ebenda) war ein US-amerikanischer Filmregisseur und Produzent.

## Leben und Karriere
Perry begann als Parkplatzwächter beim Westport Country Playhouse in Westport, Connecticut, bevor er schließlich zum Leiter dieses Theaters aufstieg. Dies war der Beginn einer Karriere, die, unterbrochen durch seinen Einsatz im Korea-Krieg, bis in die 1990er Jahre andauerte. Nach einer Zeit als Produzent von Dokumentarfilmen für das Fernsehen wechselte Perry 1962 ins Filmgeschäft. Seine erste Arbeit als Regisseur war David und Lisa, die Geschichte zweier geistig verwirrter Teenager in einer psychiatrischen Anstalt mit Keir Dullea und Janet Margolin in den Hauptrollen. Der Film wurde ein Erfolg und erhielt zwei Oscarnominierungen, darunter Perry für die beste Regie. Sein zweiter Film war 1963 die Low-Budget-Produktion Ladybug Ladybug, in der er die Auswirkungen eines irrtümlich angekündigten Nuklearkriegs thematisierte und damit bereits auf die kommende Kubakrise vorgriff. Viele von Perrys Regiearbeiten sind intensive Charakterstudien, zu denen The Swimmer von 1968 mit Burt Lancaster, Diary of a Mad Housewife von 1970 und Play it as It Lays von 1972 mit Anthony Perkins gehören. Später wich er von dieser Linie hin zur Effekthascherei ab, wie es sich in Mommie Dearest (1981) mit Faye Dunaway als Joan Crawford und im phlegmatischen Epos Monsignor (1982) abzeichnet, in dem Christopher Reeve einen unkeuschen Geistlichen spielt. 
Lange Jahre lang arbeitete Perry mit seiner Frau, der Drehbuchautorin und Produzentin Eleanor Perry, zusammen. Sie trennten sich 1970 und wandten sich ihren jeweils eigenen Projekten zu. 1995, kurz nach seinem 65. Geburtstag, starb Frank Perry an Prostatakrebs.

## Filmografie (Auswahl)
- 1962: David und Lisa (David and Lisa)
- 1963: Ladybug Ladybug
- 1966: Der Schwimmer (The Swimmer)
- 1969: Petting (Last Summer)
- 1970: Tagebuch eines Ehebruchs (Diary of a Mad Housewife)
- 1971: Doc (Doc)
- 1972: Spiel dein Spiel (Play It as It Lays)
- 1974: Der Mann auf der Schaukel (Man on a Swing)
- 1975: Rancho Deluxe
- 1979: Mauern des Schweigens (Dummy)
- 1981: Meine liebe Rabenmutter (Mommie Dearest)
- 1982: Monsignor
- 1985: Tödliche Beziehungen (Compromising Positions)
- 1987: Hello Again – Zurück aus dem Jenseits (Hello Again)